# Wildpark Gangelt
Koordinaten: 50° 58′ 51,8″ N, 5° 58′ 10,4″ O
Der Wildpark Gangelt liegt in der namensgleichen Gemeinde Gangelt im deutschen Bundesland Nordrhein-Westfalen. Er wurde am 24. Mai 1969 eröffnet. Auf einem 50 Hektar großen Gelände beherbergt der Wildpark unter anderem Braunbären, Wildschweine, Wölfe und weitere europäische Wildtierarten. Zudem gibt es eine Greifvogelstation, die in dem Wildpark integriert ist und regelmäßig Freiflüge anbietet. Eine weitere Attraktion bildet das Bienenhaus, das von einheimischen Imkern betrieben wird.

## Tierarten
Es gibt im Wildpark 30 verschiedene Tierarten, dazu gehören Wasservögel, Damhirsche, Greifvögel, Steinböcke, Braunbären, Wildschweine, Wölfe, Rotfüchse und Waschbären.

## Artenschutzprogramm
Der Wildpark unterstützt den Naturschutz mit Artenschutz- bzw. Wiederaussiedlungsprogrammen. Er bemüht sich darum, verschiedenen Tierarten, welche in ihrem natürlichen Lebensraum als stark bedroht gelten, die Fortpflanzung zu gewährleisten und die Jungtiere auf ein Leben in der freien Natur vorzubereiten. Die Jungluchse, welche unter diesem Konzept geboren werden und bis zu einem gewissen Alter im Wildpark aufwachsen, werden dann in Polen ausgewildert. Auch die Nerze, welche aufgrund ihres Lebensraumverlustes als bedrohte Tierart gelten, werden im Rahmen des Europäischen Erhaltungszuchtprogramms betreut.